# Chichicaste grandis
Chichicaste grandis är en brännreveväxtart som först beskrevs av Paul Carpenter Standley, och fick sitt nu gällande namn av Weigend. Chichicaste grandis ingår i släktet Chichicaste och familjen brännreveväxter. Inga underarter finns listade i Catalogue of Life.